# Чейз-Смит, Маргарет
Маргарет Чейз-Смит (англ. Margaret Chase Smith; (14 декабря 1897[…], Скаухиган, Мэн[…] — 29 мая 1995[…], Скаухиган, Мэн) — американский политик, представлявший штат Мэн в обеих палатах Конгресса.

## Биография

### Детство и молодость
Маргарет Мадлен Чейз — дочь Джорджа Эмери Чейза и его жены Керри Мюррей. Окончила начальную школу в родном городе Скаухиган. В 1916—1917 годах работала помощником учителя, позже работала на телефонной станции, журналистом в еженедельнике «Независимый репортер», а также секретарем. Первые публичные выступления Маргарет начала проводить в 1920-х годах, отстаивая равные права женщин.

### Политическая карьера
В 1930 году вышла замуж за 21-летнего республиканского политика Клайда Смита, который с января 1937 стал членом штата Мэн в Палате представителей США. Маргарет Чейз-Смит свой первый политический опыт получила как советник своего супруга. После ранней смерти мужа в апреле 1940 года она заняла его должность в Первой палате парламента США. За ней закрепилось реноме эмансипированной женщиной, которая поддерживала интересы американской армии во время Второй мировой войны, работая в комитете морских дел.
Через восемь лет, когда Чейс-Смит была в Палате представителей, она успешно получила место в Сенате США. Когда Чейс-Смит вошла в Сенат в январе 1949 года, она стала первой женщиной в истории Конгресса, которая была выбрана в обе палаты.
Выступала против политики Маккартизма, является автором знаменитой речи, осуждающей методы сенатора Джозефа Маккарти «Декларация совести».
Во время пребывания в должности сенатора Чейз-Смит посетила 23 государства мира и встретилась с такими политиками как Уинстон Черчилль, Конрад Аденауэр, Вячеслав Молотов и Шарль де Голль и другими. В 1960 году она успешно выступила на выборах против демократки Лючии Кормье, члена Палаты представителей штата Мэн, за место в Сенате. Это была первая избирательная кампания двух женщин в истории Сената.
В 1961 году вынесла на рассмотрение сената вопрос о задержке с перевооружением вооружённых сил США на автоматическую винтовку М-14 (после чего на заседании 20 марта 1961 года генерал Артур Трудо был вынужден официально признать, что М-14 "устареет до 1965 года" и должна быть заменена новым оружием, что привело к перевооружению войск США на автоматы М-16).
В 1964 году пыталась выставить свою кандидатуру на президентский пост от республиканцев на президентских выборах. Однако не смогла получить это право.
В последнее время своего нахождения в Сенате Маргарет считалась сторонником войны во Вьетнаме и политики Ричарда Никсона.
Маргарет Чейз-Смит была переизбрана три раза, провела в Сенате 24 года и покинула его 3 января 1973 года. Во время своего пребывания в Сенате совокупно проголосовала за 2941 законопроект.

### Дальнейшая жизнь
После окончания работы в Сената и отхода от политики Маргарет на протяжении трех лет читала лекции в университетах США в качестве приглашенного профессора. Награждена не менее 95 почетными степенями, включая доктора юридических наук Университета Рутгерса. В июле 1989 года президент США Джордж Буш представил ее к Президентской медали за свободу.
После смерти мужа в 1940 году больше в брак не вступала. Детей не имела.
Умерла Маргарет Чейз-Смит после короткой болезни в мае 1995 года, в возрасте 97 лет.